# Rolf Ericson
Rolf Nils Börje "Roffe" Ericson, född den 29 augusti 1922 i Stockholm, död den 16 juni 1997 i Österhaninge församling, Södermanland, var en svensk jazzmusiker (trumpetare). Ericson hade en internationell karriär och var bland annat en av de första vita musiker som erhöll ett fast engagemang hos Duke Ellington.

## Biografi
Rolf Ericson föddes på Södermalm och växte upp på Åsögatan 95 B. Hans morbror var den kände trumpetaren Ragge Läth, som bland annat tog med brorsonen på konsert med Louis Armstrong vid dennes första Sverigeturné, vilket gjorde stort intryck på ynglingen. Ericson hade då själv spelat trumpet i skolan sedan han var nio. Senare skulle hans vilda, vågade trumpetstil inspireras av bland annat Roy Eldridge.
Från slutet av 1930-talet var Ericson medlem av Ove Kjells orkester tillsammans med bland andra Arne Domnérus på klarinett. I mitten av 1940-talet var dessa båda mycket populära, bland annat genom framträdanden på Nalen. År 1943 övergick såväl Ericson som Domnérus till Lulle Ellbojs orkester på Vinterpalatset. Sommartid framträdde Ericson även med Arthur Österwalls och Thore Jederbys orkestrar.
År 1947 uppfyllde han en gammal dröm och flyttade till USA, där han spelade med Charlie Barnet, Charlie Ventura och Charlie Parker i New York. Han spelade med Woody Herman 1950 innan han flyttade tillbaka till Sverige. I Stockholm mottogs han som en hjälte och gifte sig med Ingrid, som han fick tre barn med. Där bildade han "Sweden All Stars" tillsammans med Domnérus, Lars Gullin, Rolf Blomqvist, Gunnar Svensson, Yngve Åkerberg och Jack Norén. Deras första spelning var på Konserthuset 20 november 1950 tillsammans med Parker och Eldridge. Efter en turné i folkparkerna 1951 spelade de på Nalen under hösten och kompade även andra artister som Sonya Hedenbratt och Thore Ehrling.
Ericson slutade i bandet 1952 och turnerade med en egen kvintett, innan han flyttade med familjen tillbaka till USA. De följande åren spelade han i band med Harry James, Tommy Dorsey, Les Brown och från hans tid i Howard Rumsey Lighthouse All Stars finns inspelningar tillsammans med Miles Davis och Chet Baker. År 1956 startade han ett eget band "American All Stars" med bland andra Ernestine Anderson och genomförde en skandalomsusad turné i folkparkerna, till vilken Ericson var oskyldig, och en mycket rosad skiva. Turnéarrangör var den kända radiorösten Claes Dahlgren.
De närmaste åren spelade han med bland andra Stan Kenton, Dexter Gordon, Buddy Rich och Charlie Mingus. År 1960 ingick han i Duke Ellingtons storband på deras världsturné till bland annat Asien och kungen av Siam. När han flyttade tillbaka till Sverige gifte han om sig och fick ytterligare ett barn, och startade 1961 ett eget storband. Han kände sig dock motarbetad av andra musiker och av Sveriges Radio och flyttade besviken till Tyskland, där han under många år spelade i radioband och som solist. Han medverkade även i en TV-sänd konsert med Ellington och Alice Babs.
Ericson turnerade i USA på nytt 1981 och i början av 90-talet. Därefter flyttade han hem till Sverige för gott och hann med att återförenas med flera av sina gamla jazzvänner, bland annat vid nypremiären av Nalen, före sin död 1997.
Rolf Ericson är begravd på Katarina kyrkogård i Stockholm där även flera andra kända musiker är begravda.

## Priser och utmärkelser
- 1981 – Jan Johansson-stipendiet
- 1985 – Gyllene skivan för Stockholm Sweetnin'

## Diskografi (urval)
- Almost Like Being in Love, Roffe Ericsons sextett
- Conversation, Reinhold Svenssons orkester
- How High the Moon, Reinhold Svenssons orkester
- Kief, Roffe Ericsons sextett
- Miles Away, Reinhold Svenssons orkester
- Perdido, Reinhold Svenssons orkester
- So What, Roffe Ericsons sextett
- The Way You Look Tonight, Roffe Ericsons kvartett
- Westbound, Roffe Ericsons sextett
- The World is Waiting for the Sunrise, Roffe Ericsons kvartett
- Oh Pretty Little Neida, Rolf Ericson feat Bengt Hallberg (FLC 5003)
- Sincerely Ours,  Rolf Ericson Johnny Griffin (FLC 5027)
- Rolf Ericson & the American All Stars 1956 (DRCD 255)
- Stockholm Sweetnin' med Mel Lewis 1984 (DRCD 256)
- First Walk. Lars Gullin vol. 5 1951/52 (DRCD 380)